# Children of the Chapel
De Children of the Chapel (ook bekend onder diverse andere namen, zoals Children of the Queen's Revels, en Children of the Blackfriars Theatre) was een gezelschap kinderacteurs ten tijde van Elizabeth I en Jacobus I, de periode van de bloeitijd van het Engels renaissancetheater.
Deze groepen kwamen voort uit de al eeuwenlang bestaande jongenskoren die aan diverse kerken verbonden waren. 
William Cornish leidde de groep van 1509 tot 1523 en was de eerste die begon met het laten opvoeren van interludes door de jongens.
Onder leiding van William Hunnis, die de groep leidde tussen 1566 en 1597, speelden zij regelmatig aan het hof.
In 1576, het jaar waarin James Burbage het eerste permanente theater The Theatre in Londen bouwde, werd een ruimte gehuurd in het oude kloostergebouw van Blackfriars, waar openbare optredens konden worden gegeven. 
Toen een ander jongensgezelschap, de Children of Paul's hun optredens moest stilleggen vanwege de rol die hun vaste schrijver John Lyly speelde in een 'pamflettenoorlog' die bekend werd onder de naam de 'Marprelate controversy', raakten de jongensgezelschappen enige tijd uit de mode.
In 1600 keerden de Children of the Chapel terug op het toneel. Onder leiding van Nathaniel Giles, die de groep leidde van 1597 tot 1634, bespeelden zij het Blackfriars Theatre dat James Burbage in 1596 had gebouwd. De groep trad op aan het hof  op 6 januari en 22 februari 1601. Ook acteur en later toneelschrijver Nathan Field maakte deel uit van het gezelschap.
De Children of the Chapel speelde stukken van onder anderen Ben Jonson, George Chapman, John Marston en Thomas Middleton.
In 1608 nam het gezelschap King's Men het Blackfriars Theatre over. Het jongensgezelschap verhuisde naar het nieuwe Whitefriars Theatre, waarop de naam veranderde in Children of the Whitefriars. 
Na afloop van de huurtermijn verhuisden zij opnieuw. Het laatste stuk dat zij opvoerden was 
The Scornful Lady van Francis Beaumont en John Fletcher. Het gezelschap hield op te bestaan in 1616.